# 給黎郡
- 令制国一覧 > 西海道 > 薩摩国 > 給黎郡
- 日本 > 九州地方 > 鹿児島県 > 給黎郡

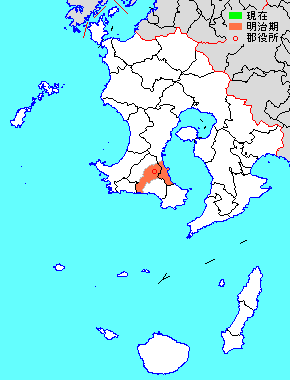
鹿児島県給黎郡の位置

給黎郡（きいれぐん）は、鹿児島県（薩摩国）にあった郡。

## 郡域
1879年（明治12年）に行政区画として発足した当時の郡域は、下記の区域にあたる。
- 鹿児島市の一部（喜入各町）
- 南九州市の一部（知覧町各町）

## 歴史

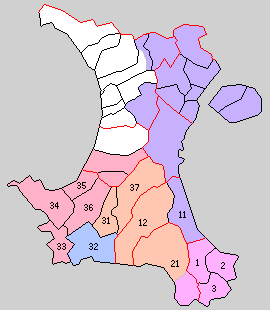
11.喜入村 12.知覧村（紫：鹿児島市 橙：南九州市 1 - 3は揖宿郡 21は頴娃郡 31 - 37は川辺郡）

### 近世以降の沿革
- 明治初年時点では全域が薩摩鹿児島藩領であった。「旧高旧領取調帳」に記載されている明治初年時点での村は以下の通り[1]。（8村）
  - 知覧郷 - 永里村、瀬世村、東別府村、厚地村、西別府村、郡村（現・南九州市）
  - 喜入郷 - 下村、上村（現・鹿児島市）
- 明治4年7月14日（1871年8月29日） - 廃藩置県により鹿児島県の管轄となる。
- 明治11年（1878年）（10村）
  - 下村が分割して前之浜村・生見村となる。
  - 上村が分割して中名村・瀬々串村となる。
- 明治12年（1879年）2月17日 - 郡区町村編制法の鹿児島県での施行により、行政区画としての給黎郡が発足。「知覧郡役所」が郡村に設置され、川辺郡・揖宿郡・頴娃郡とともに管轄。
- 明治15年（1882年） - 西別府村が分割して西元村・塩屋村となる。（11村）
- 明治16年（1883年） - 東別府村の一部が分立して南別府村となる。（12村）
- 明治22年（1889年）4月1日 - 町村制の施行により、各郷に喜入村、知覧村が発足。（2村）
- 明治30年（1897年）4月1日 - 郡制の施行のため、下記の変更が行われる[2]。同日給黎郡廃止。
  - 川辺郡の大部分（川辺郡十島を除く）・給黎郡の一部（知覧村）の区域をもって、改めて川辺郡が発足。
  - 揖宿郡・頴娃郡および給黎郡の一部（喜入村）の区域をもって、改めて揖宿郡が発足。

### 変遷表
| 明治22年4月1日 | 明治22年 - 大正15年   | 昭和元年 - 昭和29年 | 昭和30年 - 昭和64年   | 平成元年 - 現在               | 現在     |
| -------------- | --------------------- | ------------------- | --------------------- | ----------------------------- | -------- |
| 喜入村         | 明治30年4月1日 揖宿郡 | 揖宿郡 喜入村       | 昭和31年10月15日 町制 | 平成16年4月1日 鹿児島市に編入 | 鹿児島市 |
| 知覧村         | 明治30年4月1日 川辺郡 | 昭和7年4月1日 町制  | 川辺郡 知覧町         | 平成16年4月1日 南九州市       | 南九州市 |